# Беренсон, Александр Иосифович
Алекса́ндр Ио́сифович Беренсо́н (11 апреля 1959, Ленинград) — советский и российский трубач, флюгельгорнист, композитор.
Один из ведущих санкт-петербургских джазменов. В течение многих лет играет с Игорем Бутманом, был солистом оркестра Олега Лундстрема, играл во многих джазовых коллективах Москвы и Санкт-Петербурга (например, в Twins), возглавляет собственный ансамбль.

## Биография
Родился в музыкальной семье. Окончил Ленинградское музыкальное училище им. М. П. Мусоргского. Дебютировал в квартете Игоря Бутмана. Вместе с Игорем Бутманом в 1983-84 был солистом-импровизатором в оркестре Олега Лундстрема. В 1980—1985 годах становится солист студенческого оркестра «Дипломант».  Недолгое время играл в музыкальном ансамбле своей жены. В 1989 организовал вместе с саксофонистом Николаем Поправко квинтет, ставший одним из лучших ансамблей Ленинграда-Петербурга в стиле хард-боп. Выступал на отечественных и зарубежных фестивалях.
Сотрудничал со многими, не менее известными музыкантами, например, Андреем Кондаковым и Давидом Голощёкиным. Играл на альбомах группы Аквариум «День Серебра» и «Пятиугольный грех». Принимал участие в «Поп-механике» Сергея Курёхина.
С 1990 года преподаёт на эстрадно-джазовом отделении Санкт-Петербургского музыкального училища им. М. П. Мусоргского.